# Іваниця (Прилуцький район)
Іва́ниця — село в Україні, у Прилуцькому районі Чернігівської області. Населення 1357 осіб. Входить до складу Парафіївської селищної громади.

## Географія
Село розташоване на півночі району, на берегах двох річок: З північного заходу село омиває річка Смош, з північного сходу селом протікає ліва притока Смоші — річка Іваниця (або інакше Солоха), яка тут же впадає у Смош.
Відстань від Чернігова — близько 150 км, до Ічні — 18 км. Найближча залізнична станція — Ічня на лінії Бахмач — Прилуки Полтавської дирекції залізничних перевезень за 20 км. Вище за течією Смоша на відстані 0,5 км розташоване село Ковтунівка, нижче за течією на відстані 3,5 км розташоване село Іценків.
Площа села близько 0,5 км². Висота над рівнем моря — 135 м.
Раніше село знаходилося в трикутнику між річками, проте уже з давніших часів на півдні куток Замістя, на заході Свірщина і Кагамлик, розташовані на протилежних від центральної частини села берегах річок. Місцевість довкола Іваниці нерівна, порізана ярами. Лісів мало: на південному сході — Войкове, на півночі — Самарщина, Берестовець, Качанівка, на південь — гай Михайлишине, на схід — посаджений у тридцятих роках XX століття гай Кут.

## Етимологія
Топонім Іваниця походить від поширеного українського чоловічого імені Іван. Більше сімдесяти назв українських міст i сіл мають походження від імені Іван, але Іваниця — лише двічі: на Чернігівщині i на Сумщині, у Роменському районі.

## Історія
Іваниця заснована наприкінці XVII сторіччя (офіційною датою заснування селища чомусь і дуже умовно вважається 1600 рік).

### Витоки
В цій місцевості люди жили з давніх-давен, про що свідчить велике скупчення курганів бронзової доби (II тисячоліття до н. е.) і скіфського періоду (VII-III століття до н. е.) біля Іваниці в напрямку до села Городні й міста Ічні. Причому, характерно, що на території Іваницької волості була така величезна кількість курганів, що це неабияк здивувало навіть такого досвідченого археолога й дослідника, яким був видатний учений-патріот М. О. Макаренко. У 1926 році він досліджував цей край, а потім звітував перед Всеукраїнським археологічним комітетом. Невеликий фрагмент його звіту:

| Ідучи… дорогою з Прилук на Іваницю, зустрічаємо за с. Городнею, починаючи з 27-ї верстви від Прилук, величезну групу курганного могильника, власне кажучи — декілька груп, які розміщені в близькому віддаленні одна від одної, а в деяких місцях зовсім з'єднуються. Bci поля під Іваницею вони вкривають то густіше, то рідше, то високими насипами, то низькими, тягнуться без кінця. Bci насипи вже розорюються, й багато з них нам можна було запримітити лише тому, що поле було тільки що заорано, й тому, що був вечірній час, коли всякий горбик, навіть дуже маленька пухлина помітно піднімаються над поверхнею. Між силою маленьких ледве помітних могилок піднімаються більші насипи, а поряд гніздяться й настільки високі, що на них ще не має змоги видертися плуг. Праворуч дороги i ліворуч на всьому просторі їх ціле море. З дороги помітні в напрямку на Іваницю дуже високі насипи. Між могилами трапляються майдани великих розмірів. Із зовнішніх форм ще не зіпсованих оранкою могил можливо гадати, що вони належать не пізніше як скіфо-сарматській добі… |
Зважаючи на розташування села на старовинному шляху, що з'єднував раніше Прилуки й Конотоп, із відгалуженням в Іваниці на Ромни, можна вважати Іваницю поселенням стародавнім, яке пережило монголо-татарську навалу. Поблизу села виявлено ранньослов'янські поселення перших століть нашої ери і городище сіверян VIII–IX сторіч, занесене на карту давніх земляних укріплень на території Полтавщини. У трикутнику між двома річками знаходилася фортеця. Вона являла собою добре захищене укріплення, огороджене дерев'яними стінами з товстих колод із сторожовими вежами на них, обнесене високим земляним валом та глибоким ровом, вода до якого проводилась з річок, які, у свою чергу, слугували добрим природним захистом.

### Під владою шляхти
Як i багато містечок Лівобережної України, Іваниця виникла з хуторів. Із заснуванням містечка кількість довколишніх хуторів почала зменшуватись: одні злилися з містечком, інші перестали існувати через те, що господарі переселилися під захист надійних стін i укріплень Іваницької фортеці.
На карті уходів Канівських i Черкаських середини XVI століття під № 25 значиться «Уход Каневской Спасской церкви (дар Евстафия Дашковича) по р. Олыпанице». Оскільки згадана річка — це Вільшанка, права притока Смошу i розташування уходу на карті збігається з географічним положениям Іваниці, Городні, Вільшани, цілком ймовірно, що на території, де зараз розташовані ці села, у XVI столітті почали відбудовуватись старі поселення. Очевидно, що першими поселенцями Іваниці були люди з числа «уходників», що почали заселяти спустошений i знелюднілий край.
Вперше Іваниця згадується А. Пшездзецьким в описі маєтків Яреми Вишневецького 1647 року. Село тоді мало 336 дворів i 2640 жителів і було маєтністю Вишневецького. Величезне володіння, до якого в той час входила й Іваниця, називалося Вишневеччиною[джерело?]. Це володіння князів Вишневецьких займало майже дві третини Полтавського краю, центром якого були Лубни з княжим замком.
Важливим є те, що на карті Боплана 1648 року позначені поновлені у XVII сторіччі на території тодішньої Полтавщини 48 укріплених поселень, які існували з давніх часів. Серед цих поселень є на карті й Іваниця. Під назвою Іваніа позначена вона й на карті України, виконаній італійцем Джакомо Кантеллі у 1684 році. Під такою ж назвою згадується Іваниця i в документах нащадків Яреми Вишневецького[джерело?].

### Період козаччини
За часів Гетьманщини Іваниця — сотенне містечко Іваницької сотні Прилуцького полку. Козаки Іваницької сотні під проводом Степана Гриценка у вересні 1648 року відзначились у битві під Пилявцями[джерело?], де польська регулярна армія зазнала повного розгрому від українського повстанського війська.
Згідно з реєстром 1649 року, Іваницька сотня налічувала 99 козаків. Сотнею командував Степан Гриценко.

| Реєстр всього війська запорізького після Зброровської угоди з королем польським Яном Казимиром складений 1649 року, жовтня 16 дня. Полк Прилуцький. Сотня Іваницька: Стефан Гриценко, Мартин Миценко, Яцько Сапоненко, Андрій Ярошенко, Матвій Левченко, Омелько Близнюченко, Федір Трохименко, Іван Корсак, Тиміш Степаненко, Прокіп Скоченко, Іван Лук'яненко, Матвій Левченко, Гапон Сапоненко, Савка Дмитренко, Охрім Лучниченко, Клим Вакуленко, Грицько Глухий, Федір Хижняк, Євтух Дерев'ненко, Грицько Банковський, Сенько Струпаковський, Іван Артюненко, Йосько Лук'яненко, Васько Коливощенко, Денис Степаненко, Ярема Шиченко, Грицько Кутовець, Олешко Яготинський, Микита Москаль, Яцько Зарвенко, Демко Федченко, Семен Федченко, Андрушко Яготинський, Грицько Бондаренко, Андрій Богданенко, Іван Злий, Грицько Ващенко, Федір Костиченко, Хома Скаченко, Васько Гугнивенко, Тиміш Сидоренко, Мартин Горезненко, Грицько Хохоля, Кіндрат Вакуленко, Процик Ярошенко, Мирон Колядка, Савка Шабалтаний, Іван Гайдук, Іван Петренко, Остап Каменский, Панько Куриленко, Ничипор Мелех, Андрій Каченя, Сергій Логвиненко, Грицько Мальченко, Савка Терещенко, Фесько Ярошенко, Пилип Лихошва, Пархом Яценко, Михайло Серпечко, Аврам Гавриленко, Ярош Малченко, Іван Новаченко, Іван Гоголовець, Марко Стрелець, Ничипор Михайленко, Васько Бартошенко, Васько Фастовець, Пилип Басанець, Василь Бугаєнко, Клим Тимошенко, Фесько Пилипенко, Радько Хитриченко, Трохим Забуга, Семен Будниченко, Іван Потапенко, Васько Безалчий, Лавро Левоненко, Остап Мачуленко, Антон Левченко, Дем'ян Бонченко, Овдій Удуденко, Петро Левченко, Іван Ботвинка, Семен Полуляшенко, Ярема Ващенко, Федір Половий, Сидір Федченко, Іван Перовенко, Павло Сенченко, Іван Терех, Семен Олефіренко, Лавро Петренко, Остап Павленко, Кирик Павленко, Павло Ташенський, Фесько Олефіренко, Іван Богуславець. |
Серед козаків Прилуцького полку згадуються також два давні козацькі роди з Іваниці — рід Пручаїв i рід Щербин.
На початку 1651 року іваницькі козаки у складі Прилуцького полку під орудою Тимофія Носача ходили виручати з біди козаків Кальницького (Вінницького) полку, на яких підступно порушивши Зборівський договір, напало коронне військо.
Відомо, що за козацьких часів містечко Іваниця було укріплене високим валом, на якому стояли гармати. З фортеці вело двоє воріт та підземний хід, що вів у напрямку давньої Георгіївської церкви, що стояла навпроти фортеці. Біля церкви знаходився ринок (торг), а далі йшли будівлі містечка. У 1908 році, після сніжної зими навесні був сильний паводок, що сильно порозмивав землю. Тоді в садибах довкола церкви відкрилися провали старих підвалів i фортечних таємних підземних ходів.
З середини XVIII століття відома печатка Іваницької сотні з гербом містечка — зображенням козака, озброєного списом, що скаче на коні.

### Під владою Російської імперії
У грудні 1653 року до пограничного з Московською державою Прилуцького полку прибуло царське посольство боярина Василя Бутурліна. У Іваниці їх зустрів Лохвицький сотник з листом від Богдана Хмельницького. В «Статейному списку» посольства Бутурліна про це записано так:
| А в містечко Іваниці боярин Василь Васильович з товарищи прийшли в 3-й годині ночі. І перед посадом зустрів їх Іваницької городовий сотник Степан Степанов, а з ним на конях козаків людей зі 100 з прапором. А у містечка зустріли їх священики в ризах з хрестами, і з образами, і зі святою водою, з усім церковним причетом. І прийшовши до церкви великомученика Георгія, співали єктенію та благали бога про государском багаторічні здоров'я. І тої ж години до боярина до Василя Васильовича Бутурліна з товарищи приїхав лохвицький сотник Остафій Горбаренок та привіз до них лист гетьмана Богдана Хмельницького, а сказав, що дав йому той гетьманської лист мирогородський полковник Григорій Сохнович у Стеблеві містечку, від Переяславля за 40 верст... І боярин Василь Васильович Бутурлін з товарищи гетьманської лист читали. І про те, як вони в Карабутов прийшли, і від Карабутове їхали до міста Іваниці, і в місто Іваниці приїхали, і які де були зустрічі, про всім писали до государя царя і великого князя Олексія Михайловича всія Русі до Москви з путівльцем з Сергієм Яциним грудня о 25 день в 9-й годині ночі. Та в тій же відписці до государю писали, що вони з міста Іваниці до Прилук підуть грудня о 26 день. Оригінальний текст (рос.) c) А в городок Иваницы боярин Василей Васильевич с товарыщи пришли в 3-м часу ночи. И перед посадом встретил их иваницкой городовой сотник Степан Степанов, а с ним на конех казаков человек со 100 з знаменем. А у городка встретили их священницы в ризах со кресты, и с образы, и со святою водою, со всем церковным причетом. И пришед в церковь великомученика Георгия, пели ектенью и молили бога о государском многолетном здоровье. И того ж часу к боярину к Василью Васильевичю Бутурлину с товарыщи приехал лохвицкой сотник Остафей Горбаренок и привез к ним лист гетмана Богдана Хмельницкого, а сказал, что дал ему тот гетманской лист мирогородцкой полковник Григорей Сохнович в Стеблеве городке, от Псреяславля за 40 верст… И боярин Василей Васильевич Бутурлин с товарыщи гетманской лист чли. И о том, как они в Карабутов пришли, и от Карабутова ехали до города Иваницы, и в город Иваницы приехали, и каковы где были встречи, о всем писали ко государю царю и великому князю Алексею Михайловичю всеа Русии к Москве с путивльцом с Сергеем Яцыным декабря в 25 день в 9-м часу ночи. Да в той же отписке ко государю писали, что они из города Иваницы к Прилукам пойдут декабря в 26 день. |
Цікаво, що в цьому документі московські дипломати, згадуючи Іваницю, називають її «городом» i «городком», жодного разу не вживаючи слова «містечко». I в той же час Городню й Дівицю називають селами.
Відповідно до рішень Переяславської ради та Березневих статей 1654 року, Іваниця, як і вся територія Козацько-Гетьманської Держави, потрапила під протекторат Московського царства.
У 1666 році в Іваниці налічувалося 132 селянських господарства які, завдяки Хмельницькому, повинні були сплачувати податки до московської казни. За «окладами» вони були розподілені на три «статті»:
- господарств першої статті, які орали на шести волах — 36 дворів, у тому числі двори війта Власа Павлова та бурмистра Федора Михайлова, п'ять мельників також орали на 6-ти волах;
- господарства середньої статті, які орали на чотирьох волах — 32 двори;
- господарства меншої статті — 39 дворів орали на двох волах.

Мешкали в Іваниці й так звані «бобилі» — 20 дворів.
У 1740 році в Іваниці було 86 дворів (93 хати) козаків, 32 двори козачих підсусідків, 166 дворів (173 хати) селян, у тому числі «майстрових» 30 дворів (17 хат), «скуплених» 17 дворів (17 хат), (43) із них 10 дворів скуплено Іваницьким сотником П. Миницьким. В описі 1740 року значилося що «з одногомістечка (Іваниці) з самих посполитих окладу як грошового, так і провіантного ніколи ні кім не зібрано і нікуди не віддано, крім консистенської дачі і загальнонародних повинностей»[джерело?].
Козацька старшина за прикладом російських поміщиків прагнула мати своїх кріпаків. Офіційне право на це вона здобула у травні 1783 року указом Катерини II. Селянське населення Іваниці вважалося вільним до 1743 року (чи все ж до 1783 року?), коли царською грамотою було віддане полтавському полковникові Андрію Андрійовичу Горленку.
На 1780 рік населення Іваниці складало 3640 осіб.
У 1783 році власниками іваницьких селян були прем'єр-майор Іван Андрійович Горленко — 178 дворів, колезький асесор Григорій Свірський — 46 дворів, брати Данило й Григорій Стороженки — 8 дворів. Крім того в Іваниці було 17 дворів козаків виборних, 78 дворів козаків підпомічників, 2 двори поштарів. Мешкали 20 родин і різночинців.
На початку XIX сторіччя іваницькими селянами володіло багато дрібних поміщиків. Більшість із них були вихідцями з козацької старшини.
Найдавніше зображення на мапах 1787 рік як Івани
Під час франко-російської війни тут було сформовано 8-й козацький полк.
У 1862 році у містечку володарському та козачому Іваниця було 3 церкви, 4 заводи та 347 дворів де жило 2564 особи
У 1911 році у селі Іваниця була Миколаївська, Троїцька та Георгіївська церкви, міністерська, земська, церковно-парафіяльна школи та жило 3006 осіб
У 1886 році в Іваниці було 664 двори i 3417 жителів. Серед них 60 дворів селян казенних, 312 дворів селян-власників, які входили до восьми сільських громад (Миницька, Васильківська, Горленківські 1-а та 2-а, Голівець-Михайлівська, Климівська, Тарновська, Свірська); 210 дворів козаків; 47 дворів міщан, серед яких були ремісники: шевці, кравці, ткачі, теслі, ковалі, які об'єднувалися в цехи. У 1886 році в Іваниці було 3 кузні, 23 водяних млини, 37 вітряків, 3 олійниці.
Пізніше з'явився в Іваниці винокурний завод, а в 1890 році відкрився i свій цегельний завод. Працював також i селітряний завод колишнього полкового писаря Тимофія Пащенка. Ще в 1771 році таких заводів поблизу Прилук було два: в Іваниці й Варві. У 1910 році, крім великого числа водяних млинів, у селі було 41 вітряк, крупорушка з олійницею й просорушка з гасовим двигуном, 9 ковалів.
У 1910 році у містечку (разом із хутором Кривенківським) налічувалося на 4461 жителя: 43 теслі, 67 кравців, 41 швець, 7 столярів, 9 ковалів, 6 мідників, 1 слюсар, 101 ткач, 11 візників, 230 поденників, 70 займалися інтелігентними та 369 — іншими неземлеробськими заняттями, все інше доросле населення займалося землеробством.
Іваниця здавна була відома як торгове містечко. У XIX сторіччі тут щороку відбувалося по три ярмарки: Симеонівський (9 (20) травня), Bipo-Надіїнський (17 (28) вересня) i Михайлівський (8 (19) листопада). Крім ярмарків, працювали базари, спочатку щонеділі, потім щопонеділка i щоп'ятниці. У 1886 році в Іваниці було 16 крамниць, 10 шинків, у 1895 — 18 крамниць, чотири заїжджі двори. До 1890 року в Іваниці налічувалось близько 50 сімей євреїв, які майже всі займалися торгівлею. У 1910 році в Іваниці налічувалося 36 євреїв.
При Іваницькій Георгіївській церкві діяла церковнопарафіяльна школа. Пізніше вона була перейменована в початкове училище. Навчалися тут переважно хлопчики.
В Іваниці діяли два земські початкові училища: перше училище було засноване поміщиком у «громадському домі» в 1844 році та передане у підпорядкування земства з 1872 року. Учнів у ньому щорічно навчалося більше 100. В 1902 році учнів було 151, із них закінчили курс навчання — 24 хлопчики. Друге земське початкове училище засноване в 1912 році.
Крім початкових однокласних училищ, в Іваниці з 1915 року діяло вище початкове училище, яке мало два класи. Учнів тоді було хлопців — 50, дівчат — 9. Після революції вище початкове училище реорганізоване в семирічну школу.

### Доба визвольних змагань і міжвоєнний період
У 1917–1920 роках влада в селі часто переходила «з рук в руки», прихильники нової щораз карали і знищували попередників. У 1917 році Іваниця — у складі УНР. У січні 1918 року загони московських й петроградських більшовиків та полк Червоного козацтва розбили під Бахмачем значні військові частини Центральної Ради й окупували село. У травні 1918-го влада перейшла до гетьмана Скоропадського. На початку січня 1919 року наступ на лівобережну Україну розпочала Українська радянська армія Антонова-Овсієнка. В першій декаді січня Іваницю окупували частини 1-ї дивізії 1-ї армії Українського фронту РККА. Черговий раз село «перейшло з рук в руки» в серпні 1919 року, цього разу вже денікінцям генерала Бредова, коли Добровольча армія Денікіна розпочала похід на Москву. Крах загального наступу армії Денікіна на Москву привів не лише до тотального відступу білих, але і до перелому в усій Громадянській війні в Росії. В середині жовтня 1919 року розпочався контрнаступ Південного фронту Червоної армії. Наприкінці жовтня почався наступ 12-ї радянської армії на Чернігівщині. Втретє, але не остаточно в радянська окупаційна влада в Іваниці встановилася у листопаді 1919 року.
1 квітня 1923 року Прилуцький повіт реорганізовано в Прилуцьку округу. Іваниця стала районним центром. Іваницький район межував із Срібнянським, Прилуцьким та Малодівицьким районами, на півночі — із Ніжинською i Конотопською округами.
У 1929 році в селах Прилуччини почалася колективізація. Перша в Іваниці сільськогосподарська артіль під назвою «Незаможник» була організована у 1926 році. Ініціаторами організації артілі були селяни-бідняки Черченко Олексій Іванович, Ращенко Василь Гнатович, Вітер Федір Михайлович, Ярмоленко Тимофій Антонович, Проценко Олексій Ілліч, брати Луковини Іван та Федір Мусійовичі, Блоха Дмитро Гурінович. Очолив артіль секретар парткому Коваленко Микола Григорович.
У березні 1929 року в Іваниці організували другу сільськогосподарську артіль «Червоний партизан», а на початку 1930 року господарства реорганізовані у так зване «село-колгосп» під назвою «Незаможник», головою якого був обраний Ярмоленко Тимофій Антонович. Колгосп-село нараховував 884 господарства, тобто до нього було залучено 90 % усього населення. 
Через рік відбулося розукрупнення "села-колгоспу" на чотири колгоспи: «Незаможник» (що пізніше став називатися «Імені Комінтерна»), «Імені Войкова», «Імені Шевченка» та «Червоний партизан». Відомо, що головою колгоспу «Незаможник» був Корчомака Павло Федорович, парторгом Семенченко Павло Микитович, а колгосп імені Шевченка очолював Гончаров О. П., парторгом, був Косенко П. Т.
```
1932
—
1933
 роки стали трагічними в історії Іваниці, як i всієї України. 
Голодомор 1932—1933 років
 забрав у Іваниці близько 250 життів. Хоча дані ці дуже приблизні. Іваниця, як i вся країна, у останні роки перед війною пережила 
сталінські репресії
 1937-1939 рр.
```

### Іваниця у роки Другої світової війни та післявоєнної відбудови
Два роки, з 15 вересня 1941 до 17 вересня 1943 року, Іваниця була окупована німецькими військами. У роки окупації на території Іваницького району діяв партизанський загін імені 18-го серпня (командир Парченко I. T., комісар Симоненко М. Д.), у якому налічувалось 42 бійці. Загін перешкоджав окупантам вивозити хліб, продукти з Іваниці, Варви, Прилук, Срібного.
Відступаючи, німці спалили приміщення школи, у якому зберігалося зерно. Спалили i приміщення райвиконкому (колишньої волості). У роки Другої світової війни Іваниця втратила 583 чоловіки. Серед Героїв СССР є іваничанин — Степан Павлович Васечко.
У 1944 році почалася відбудова села. У 1946 році відкрилася початкова школа на Замісті. В районній газеті опубліковано 5-річний план розвитку іваницького колгоспу імені Шевченка, де на той час головою був I. C. Соломка. У плані було закладено будівництво власної електростанції i рибного ставка. У цьому ж році відкрито новий продуктовий магазин.
Насувався голод. Через сильну спеку не вродив хліб. У колгоспі давали лише 300 грам хлібу на трудодень i більше нічого. В центрі села збудували невеличку хлібопекарню, але пекти хліб не було з чого. 1947 року в колгоспі імені Калініна відкрилась їдальня, спочатку на 40, потім на 107 осіб. Варили буряки та видавали по 100 грам хлібу на особу.
Колгоспам Іваницького району надана була державна позика — 400 центнерів зерна на посів, але цього не вистачало — вирішено було забрати його у населення. Люди, щоб вижити, змушені були красти. На кількох іваницьких жінок справу передали до суду. Складні погодні умови[джерело?] призвели до великих втрат хліба, тому Іваницький район не зміг виконати норми хлібоздачі i знаходився на останньому місці в області[джерело?].
21 грудня 1947 року запущена в експлуатацію електростанція, яка освітлювала лише центр села. 
Починаючи з 1948 року, життя поступово почало налагоджуватися. 1948 року Іваницький район виконав план хлібозаготівлі i навіть намагався вийти в передовики. У 1949 році погодні умови сприяли доброму врожаю, але колгоспники одержали мізер, лише по 1 кг хліба на трудодень.

### 1950-ті— 1990-ті
У 1950 році пройшла реорганізація, колгоспи в Купині та Ковтунівці об'єднані з колгоспом імені Шевченка. Колгоспи імені Войкова та імені Комінтерна i хутір Степ об'єднані в єдине господарство імені Калініна, яке очолив інженер-конструктор Дудченко Сергій Іванович. Дудченко був ініціатором побудови міжколгоспної електростанції, будівництва типових корівників, свинарників, посіву рижію, комплексної механізації.
Восени 1951 року закінчено будівництво гідроелектростанції на річці Смош, село отримало електроенергію, та ще й утворився став площею 50 гектарів.
1952 року в колгоспі імені Шевченка зібрали рекордний у районі врожай буряків — 380 центнерів із гектара. У грудні пройшло укрупнення колгоспів, у районі замість 43-х утворилося 14 господарств, у кожному селі — по одному колгоспу i лише в Іваниці та Ряшках — по два.
1954 року в центрі села побудована нова хлібопекарня, магазин, будинок лісгоспу, нова контора колгоспу «Червоний партизан», електрифіковано вулиці імені Леніна та Калініна. У 1955–1957 роках в Іваниці побудовано готель, лазню, чимало приватних будинків. У лікарні відкрито рентген-кабінет. Розпочато автобусне сполучення з Ічнею та Прилуками. Добробут населення ледь покращився, у магазинах стало більше товарів, ліквідована примусова позика, податки з малосімейних.
21 січня 1959 р. Іваниця втратила статус райцентру — Іваницький район ліквідовано, а територія поділена між Ічнянським і Срібнянським районами.
У 1959 році проведено укрупнення колгоспів Іваниці, Купини, Загону, Зоцівки, Лозового, Степу, Ковтунівки в єдиний колгосп імені Калініна, а також приєднано до Іваницької сільради Загінську сільраду. Головою об'єднаної сільради обрано Олександра Антоновича Романюту.
1960 року відкрито краєзнавчий музей.
У 1961 році на території Іваницької сільської ради проживало 4651 осіб. У 1962 році на базі Іваницької МТС відкрита районна школа механізаторів, до неї вступило 95 слухачів. У цьому ж році облаштований ставок в урочищі Соловйове, який став улюбленим місцем відпочинку іваничан.
У 1962—1964 навчальному році іваницька середня школа була 11-класною «середнью загальною трудовою політехнічною школою з виробничим навчанням». На той час в школі налічувалося 340 учнів, у тому числі у 8-річній — 224 учні, у початковій — 20.
Організовано дві футбольні команди: колгоспна та шкільна, тренером працював колишній професійний футболіст, учасник міжнародних змагань — Тер-Огли.
1964 року в селі відбулося урочисте відкриття пам'ятника Т. Г. Шевченку, який двічі бував в Іваниці. Погруддя Кобзаря встановлено в посадженому школярами парку на розі вулиць імені Леніна та Войкова.
У 1967 році, на місці спаленої під час війни школи, збудований новий будинок культури.
Іваницький колгосп імені Калініна був відомий в Україні. Метод внутрішньогосподарського розрахунку, розроблений економістом колгоспу П. А. Козаченком був новацією для свого часу. За його результатами публікувалися статті в журналах «Комуніст України», «Наука i техніка». Часи, коли колгоспом керував П. В. Жовторіпенко, були роками розвитку Іваниці: були заасфальтовані дороги, збудована нові лікарня, дитсадок, школа, клуби в Купині, Зоцівці, Загоні, будинок культури в Іваниці, нова контора колгоспу, вузол зв'язку, багато житлових будинків, нових магазинів. У 1970-х роках у користуванні іваничан з'явилося 15 легкових автомобілів. У 1970 році відкрився магазин «Лілея». Після початку перебудови колгосп імені Калініна реорганізовано на сільськогосподарське підприємство «Колос». Мінялися голови правління, назви, але стан справ у господарстві незмінно погіршувався. Врешті «Колос» був об'єднаний з орендним колективом «Нива», де були хороші прибутки.
Історія створення «Ниви» починається з часів прийняття закону про оренду в сільському господарстві. У 1988 році в колгоспі виділився невеликий колектив з 9 чоловік, що утворив орендне підриємство. Спочатку в обробітку було 800 га землі, потім орендували ще 1700 га i дві ферми на 400 голів корів. Колектив швидко зростав i скоро налічував уже 150 чоловік. Коли вийшов закон про фермерство, 52 чоловіки написали заяви, отримали землю i стали працювати фермерами. У 1992 році підприємство акціонувалося й пропрацювало так до 1997 року. Потім до нього приєдналися селяни Загону, Зоцівки, Купини із земельними паями, землі стало 3600 га.
У 2003 році спільними зусиллями(чиїми?) в Іваницю підвели газ.

## Інфраструктура
На території села працюють загальноосвітня школа I—III ст., дитячий садок, будинок культури, лікарня, відділення зв'язку, магазини.
Діє сільськогосподарське товариство ЗАТ «Нива-Плюс». На сьогодні в «Ниві» в обробітку 5360 га орної землі. Основний напрямок — зерново-молочний. Значна увага приділяється вирощуванню цукрових буряків. Господарство не обмежується лише виробництвом сільгосппродукції. Додаткові доходи дає переробка та продаж своєї продукції. «Нива» має шість своїх магазинів, через які реалізує власну продукцію майже на 2 млн грн. на рік, у тому числі 65 % — власного виробництва. Очолює ЗАТФ «Нива» Щербина Борис Григорович.
Кілька десятиліть поспіль в селі спостерігається тенденція до зменшення чисельності населення. Особливо це помітно в галузі освіти: у 1960 році в Іваниці було три школи: середня (284 учнів), восьмирічна (193 учні), початкова (38 учнів). Ще років п'ять тому кількість школярів була близько 350, 2021 року у школі навчається 143 дитини.

## Меморіальні пам'ятники
- Пам'ятник Тарасу Шевченку (1964). Погруддя Кобзаря встановлено на місці садиби Якима Шевченка, де зупинявся Т. Г. Шевченко дорогою на Сокиринці.
- Пам'ятник на честь воїнів-земляків, що полягли в роки Другої світової війни (1967). Встановлено на пагорбі при в'їзді в Іваницю, де до 1913 року стояла стара Георгіївська церква.
- Пам'ятник жителям Іваниці, що стали жертвами Голодомору (1992). Встановлений на центральному кладовищі. Ідея пам'ятника належала землякові Крицькому Анатолію Івановичу.

## Відомі уродженці
- Бутейко Костянтин Павлович — медик-філософ, автор лікувальної системи дихальних вправ (метод Бутейка).
- Васечко Степан Павлович — учасник Другої світової війни, Герой Радянського Союзу.
- Перепуст Петро Микитович — український громадський, політичний і церковний діяч.
- Сльозка Микола Йосипович — український актор радянських часів, народний артист УРСР.